# Yvan Colonna
Yvan Colonna (7 de abriel de 1960 - 21 de março de 2022) foi um nacionalista corso, ativista político e condenado pelo assassinato de Claude Érignac, prefeito da Córsega do Sul, em 1998. É considerado um herói para o movimento Frente de Libertação Nacional da Córsega.
Em 2 de março de 2022, Colonna foi atacado na prisão por Franck Elong Abé, seu companheiro de cela jihadista. Em resposta, eclodiram distúrbios violentos em toda a Córsega. Após três semanas em coma em um hospital, ele morreu devido aos ferimentos em 21 de março de 2022, aos 61 anos.